# Ancizar Castrillón
Ancízar Castrillón Santa (Armenia, Quindío; 15 de octubre de 1953) es un cantante, compositor, escritor y ebanista colombiano compositor de Música colombiana autor de más de 600 piezas vocales pertenecientes al folclor andino de este país.

## Trayectoria
Inicia su producción en el año 1971 con el bambuco "Sin Saber que Nos Queremos" continuando prolíficamente hasta el presente. Su obra vocal es de aproximadamente 650 piezas y es una de las más divulgadas dentro del ámbito de la música andina colombiana en el marco de los festivales anuales de esta. De su producción han sido grabadas cerca de 170 canciones y ha sido acreedor de 20 premios de mejor obra inédita vocal en diversos certámenes de música andina colombiana.